# Lijst van rijksmonumenten in Huissen
De plaats Huissen telt 9 inschrijvingen in het rijksmonumentenregister. Hieronder een overzicht.
| Object                                                                                | Oorspronkelijke functie? | Bouwjaar                | Architect | Locatie            | Coördinaten?                  | Nr.?   | Afbeelding                                            |
| ------------------------------------------------------------------------------------- | ------------------------ | ----------------------- | --------- | ------------------ | ----------------------------- | ------ | ----------------------------------------------------- |
| Laatst overgebleven fragment van de middeleeuwse stadsmuur                            | Omwalling                | middeleeuwen            |           | Fragment stadsmuur | 51° 56' 23" NB, 5° 56' 28" OL | 22710  | Meer afbeeldingen                                     |
| Pand met verdieping en zadeldak tussen puntgevels                                     | Woonhuis                 | waarschijnlijk 16e eeuw |           | Kortekerkstraat 2  | 51° 56' 17" NB, 5° 56' 32" OL | 22711  | Meer afbeeldingen                                     |
| Pand met topgevel met in- en uitzwenkende zijkanten, onderbroken gemetselde pilasters | Woonhuis                 | midden 16e eeuw         |           | Langestraat 17     | 51° 56' 17" NB, 5° 56' 34" OL | 22712  | Meer afbeeldingen                                     |
| Pand met verdieping en zadeldak                                                       | Woonhuis                 | midden 19e eeuw         |           | Langestraat 35     | 51° 56' 19" NB, 5° 56' 31" OL | 22713  | Meer afbeeldingen                                     |
| Pand met verdieping en zadeldak tussen trapgevels                                     | Woonhuis                 | 16e eeuw                |           | Langestraat 52     | 51° 56' 19" NB, 5° 56' 32" OL | 22714  | Meer afbeeldingen                                     |
| 't Huis Binnenveld                                                                    | Boerderij                | 16e/18e eeuw            |           | Huismanstraat 27   | 51° 55' 50" NB, 5° 55' 60" OL | 22715  | Meer afbeeldingen                                     |
| Gepleisterde krukhuisboerderij                                                        | Boerderij                | tweede helft 19e eeuw   |           | Gochsestraat 7     | 51° 55' 46" NB, 5° 55' 60" OL | 514917 | Meer afbeeldingen                                     |
| Tabakschuur                                                                           | Boerderij                | 1750-1850               |           | Gochsestraat 7     | 51° 55' 46" NB, 5° 55' 60" OL | 514918 | Tabakschuur                                           |
| Waterput ten westen van het voorhuis van de boerderij                                 | Boerderij                | 19e eeuw                |           | Gochsestraat 7     | 51° 55' 46" NB, 5° 55' 60" OL | 514919 | Waterput ten westen van het voorhuis van de boerderij |